# Глендейл (Південна Кароліна)
Глендейл (англ. Glendale) — переписна місцевість (CDP) в США, в окрузі Спартанберг штату Південна Кароліна. Населення — 244 особи (2020).

## Географія
Глендейл розташований за координатами 34°56′42″ пн. ш. 81°50′11″ зх. д. / 34.94500° пн. ш. 81.83639° зх. д. (34.945078, -81.836373).  За даними Бюро перепису населення США в 2010 році переписна місцевість мала площу 0,55 км², уся площа — суходіл.

## Демографія
Згідно з переписом 2010 року, у переписній місцевості мешкало 307 осіб у 111 домогосподарстві у складі 82 родин. Густота населення становила 558 осіб/км².  Було 129 помешкань (234/км²).
Расовий склад населення:
| - 94,5 % — білих - 2,9 % — чорних або афроамериканців - 0,7 % — азіатів - 1,3 % — осіб інших рас |

До двох чи більше рас належало 0,7 %. Частка іспаномовних становила 3,6 % від усіх жителів.
За віковим діапазоном населення розподілялося таким чином: 27,4 % — особи молодші 18 років, 61,2 % — особи у віці 18—64 років, 11,4 % — особи у віці 65 років та старші. Медіана віку мешканця становила 34,8 року. На 100 осіб жіночої статі у переписній місцевості припадало 99,4 чоловіків;  на 100 жінок у віці від 18 років та старших — 89,0 чоловіків також старших 18 років.
Середній дохід на одне домашнє господарство  становив 32 316 доларів США (медіана — 29 500), а середній дохід на одну сім'ю — 31 966 доларів (медіана — 32 708). 
Цивільне працевлаштоване населення становило 80 осіб. Основні галузі зайнятості: виробництво — 45,0 %, транспорт — 12,5 %, освіта, охорона здоров'я та соціальна допомога — 7,5 %, мистецтво, розваги та відпочинок — 6,3 %.